# کوئیر (ترانه)
«کوئیر» (به انگلیسی: Queer) ترانه‌ای از گروه آلترنتیو راک گاربج و یکی از قطعات اولین آلبوم استودیویی آن‌ها است. این قطعه را ابتدا بوچ ویگ، دوک اریکسون و استیو مارکر نوشتند و پس از آن‌که شرلی منسن به گروه پیوست، با تغییراتی که در ساختار ترانه داد، نهایی شد. او شیوهٔ بیان مفاهیم جنسی موجود در متن «کوئیر» را ابهام‌آمیزتر کرد و تنظیم آن را هم تغییر داد.
در میانهٔ سال ۱۹۹۵ «کوئیر» به‌عنوان دومین تک‌آهنگ بین‌المللی گروه، (و چهارمین در بریتانیا) روانهٔ بازار شد. این ترانه با نقدهای مساعدی که از منتقدان دریافت کرد به یک موفقیت بزرگ برای گاربج تبدیل شد و اولین اثر آن‌ها بود که هم‌زمان به فهرست ۲۰ ترانهٔ پرفروش چارت آلترنتیو آمریکا و جدول تک‌آهنگ‌های بریتانیا راه پیدا کرد.
موزیک‌ویدئوی «کوئیر» هم اثری درخور بود که باعث شد گاربج را به‌عنوان گروه جدیدی که توجه ویژه‌ای به عناصر تصویری دارد، بشناسند. در این ویدئوی سیاه و سفید که شیوهٔ فیلم‌برداری آن روایت اول‌شخص است، منسن یک مرد جوان را خِفت می‌کند، روی زمین می‌کشد، برهنه کرده و موهایش را می‌تراشد. این ویدئو در زمان انتشارش به‌صورت مکرر از ام‌تی‌وی پخش می‌شد و در سال ۱۹۹۶ نامزد دریافت جایزهٔ ام‌تی‌وی در رشتهٔ «موفق‌ترین ویدئوی سال» بود.

## موقعیت در چارت‌های موسیقی
| چارت (۱۹۹۵–۱۹۹۶)                        | بالاترین جایگاه |
| --------------------------------------- | --------------- |
| استرالیا (ARIA)                         | ۵۵              |
| بلژیک (اولتراتاپ ۵۰ والونی)             | ۲۴              |
| راک/آلترناتیو کانادا (آرپی‌ام)           | ۶               |
| اروپا (یوروچارت هات ۱۰۰)                | ۵۱              |
| ایسلند (ایسلنسکی لیستین)                | ۷               |
| هلند (تاپ ۴۰ هلند)                      | ۱۷              |
| هلند (۱۰۰ تک‌آهنگ برتر هلند)             | ۴               |
| نیوزیلند (ریکوردد میوزیک ان‌زد)          | ۳۷              |
| اسکاتلند (اوسی‌سی)                       | ۲۰              |
| ایرپلی اسپانیا (AFYVE)                  | ۳۳              |
| تک‌آهنگ‌های بریتانیا (اوسی‌سی)             | ۱۳              |
| ترانه‌های رادیویی ایالات متحده (بیلبورد) | ۵۷              |
| ایرپلی آلترناتیو ایالات متحده (بیلبورد) | ۱۲              |

| چارت (۱۹۹۵)                  | جایگاه |
| ---------------------------- | ------ |
| آلترنتیو/راک کانادا (آرپی‌اِم) | ۱۴     |